# Al-Bassa
al-Bassa' (arabisk: البصة), også kendt som Bezeth (hebraisk: בצת) og LeBassah (Korsfarer) er en tidligere palæstinensisk landsby tæt på grænsen til Libanon under den britiske mandatperiodess Akko-distrikt. Den tidligere landsby befandt sig 19 km nord for distriktshovedstaden, Akko. Den ligger 65 m. over havet.
Kana'anæerne kaldte byen Bissah (som betyder sump), ((romerne kaldte den Bezeth, og kort efter korsfarernes nederlag i 1400-tallet blev landsbyen kendt som 'Ayn al-Bassa.

## Arkæologiske steder
Al-Bassa rummer en gammel kristen begravelsesplads og andre arkæologiske steder.
Landsbyen havde en grundskole for drenge, opført af tyrkerne i 1882, en privat forberedelsesskole og en offentlig grundskole for piger. I 1922 grundlagde byens indbyggere et lokalt byråd, som var ansvarligt for at administrere lokale sager.
I 1927 havde landsbyen en blandet befolkning af protestanter, romersk katolske og græskkatolske, såvel som melawalier, en shiitisk minoritet. Befolkningens hovederhverv var oliven-plukning.
Vigtige offentlige strukturer i den tid, landsbyen eksisterede, omfatter 2 moskeer, 2 kirker, 3 skoler og 18 helligdomme, nogle hellige for muslimer, nogle for kristne og nogle, som var hellige for begge grupper.
I 1938 blev en lejr for de jødiske arbejdere og Notrim-politistyrker i forbindelse med konstruktionen af Tegarts mur placeret ved siden af landsbyen, og på stedet blev et Tegart-fort til sidst opført. I 1945 var byen vokset til 3100 indbyggere og husede et regionalt gymnasium.

## Okkupation og etnisk udrensning
Al-Bassa blev erobret den 14. maj 1948 af israelske Haganah-styrker under Den Arabisk-Israelske krig 1948, i Operation Ben-Ami. Byens forsvarere var lokale militser. Beboere, som ikke allerede var flygtet, blev fuldstændig etnisk udrensede den 27. maj 1949 og blev hovedsagelig skubbet nordpå til Libanon og koncentreret i Dbyha flygtningelejren nær Junyah. Men da den libanesiske borgerkrig brød ud i 1975, blev denne lejr etnisk renset af kristne maronittiske militser. Men nogle få blev fordrevet til Nazareth som såkaldte "interne flygtninge".
Der er bevaret nogle få huse, en kirke og en helligdom, resten er ødelagt af israelerne.